# Thelephora dactylites
Thelephora dactylites är en svampart som beskrevs av Corner 1968. Thelephora dactylites ingår i släktet vårtöron och familjen Thelephoraceae.   Inga underarter finns listade i Catalogue of Life.